# Akdağ (Bozok Yaylası)
Der Akdağ (auch Akdağlar oder Ak Dağlar) bei Akdağmadeni ist ein Gebirgsmassiv in der Türkei im östlichen Inneranatolien westlich des Kızılırmak im Grenzbereich der Provinzen Yozgat und Sivas.

## Geologie und Tektonik
Innerhalb des sogenannten „Kızılırmak-Bogens“ im östlichen Inneranatolien werden die ausgedehnten, ziemlich einheitlichen flachwelligen tertiären Hügelländer vereinzelt von Gebirgsstöcken und Höhenzügen unterbrochen. Diese erheben sich u. a. im Osten inselartig bis 1900–2100 m über die umliegenden, im Durchschnitt 1100–1250 m hohen Plateaus. Alle entsprechenden Gebirge sind Horstschollen des einst einheitlichen mittelanatolischen Grundgebirges, das auch als „Kirşehir-Massiv“ oder als „Halysmasse“ bekannt ist. Sie sind hauptsächlich aus metamorphen und kristallinen Gesteinen aufgebaut. Zu den wichtigsten Gebirgsmassiven dort zählt das Akdağ-Massiv. Unter den dortigen metamorphen Gesteinen ist ein massiger, grob-kristalliner, weißer Marmor am weitesten verbreitet. Von diesem Marmor leitet sich der Name des v. a. aus ihm bestehenden Berges Akdağ (= weißer Berg, 2272 m) bei Çayıralan (Yozgat) ab.
Das Gebirgsmassiv des Akdağ bildet den östlichsten Ausläufer des Zentralanatolischen oder Kırşehir-Massivs, welches sich vom Mittellauf des Kızılırmak im Westen nach Nordosten zu verschmälernd bis in die Gegend von Sivas erstreckt. Das Akdağ-Massiv verläuft zwischen Yıldızeli (Sivas) im Nordosten und Felahiye (Kayseri) im Südwesten über 120 km lang und etwa 40 km breit westlich des Ostabschnitts des Kızılırmakbogens. Es bildet dort die Ostgrenze der Bozok Yaylası (Bozok-Plateau) zum Kızılırmak hin. Es taucht nach allen Seiten unter Tertiärschichten ab. Inmitten weitflächiger neogener Plateaus mit teilweise freigelegtem kristallinen Grundgebirgskern ragt das Akdağ-Massiv bis auf Höhen über 2000 m heraus. Es wird aus kristallinen Schiefern, Quarziten und kristallinen (metamorphisierten) Kalksteinen (Marmor) aufgebaut, die partiell stark gefaltet sind. Die Faltungsrichtung ist im Akdağ-Massiv Südwest-Nordost. Obwohl man bisher in den Schichten der metamorphen Gesteinsserie keine Fossilien gefunden hat, ist zu vermuten, dass das Alter der unteren Schiefer und Quarzite paläozoisch, das Alter der oberen, hauptsächlich aus Marmor bestehenden Schichten, mesozoisch ist. Die Faltung und Metamorphisierung dieser Massive ist in einer frühen Phase der alpidischen Orogenese oder bereits im Paläozoikum vollzogen worden.
Aufgrund phasenhafter Hebungen weist das Akdağ-Massiv deutliche Rupfflächen-Reste auf. Besonders im Akdağ (Berg 2272 m) sind derartige Verebnungsflächen (Abtragungsflächen) und deren Reste deutlich zu beobachten. Sie liegen im zentralen Bereich 2000–2100 m hoch, in der Südabdachung in 1700–2000 m Höhe und tauchen gegen Süden unter die horizontal liegenden, neogenen Deckschichten ab, tauchen aber 50 km südlich des Akdag-Massives bei Gemerek aus den neogenen Deckschichten wieder zu Tage.
Der Gesteinsbestand ist über das ganze Massiv hin ziemlich gleichförmig. Auf dem Kristallinkomplex lagert als Deckgebirge auf große Erstreckung hin eine mächtige Folge junger tertiärer Sedimente, deren Ablagerungen vom Eozän bis in die jüngste Zeit hinein andauerten. Das kristalline Grundgebirge lässt sich in drei stratigraphisch übereinander folgende Serien aufgliedern.
1. Die unterste Serie (Basal-Serie) besteht überwiegend aus kristallinen Schiefern wie Quarziten, Schiefermarmoren und Glimmergneisen. In manchen Regionen des Gebirges findet man auch Gneise. Alle diese kristallinen Schiefer weisen einen typisch tief-orogenen Metamorphose-Grad auf und unterscheiden sich damit wesentlich von den über ihnen folgenden Serien.
2. Über dieser Basal-Serie folgt dann eine Marmor-Serie in überall deutlich diskordanter Lagerung. Ihre Mächtigkeit variiert von 200 m bis 800 m. An der Basis der Marmor-Serie sind oft glimmerführende Quarzite entwickelt, die nach oben karbonatischer werden. Diese Quarzite enthalten neben Quarz und Biotit (Glimmer) meist als tonige Arkosen einen großen Anteil an zersetztem Orthoklas und Plagioklas (Feldspäte).
3. Ohne erkennbare Schichtlücke folgen über der Marmor-Serie die ziemlich eintönigen Gesteine der Dach-Serie. Sie besteht vorwiegend aus Biotitglimmerschiefern und glimmerreichen Quarziten, dem Charakter nach ein während der Orogenese entstander Flysch in kristallinem Zustand. Diese kristalline Hülle ist kaum erodiert und fast vollständig erhalten geblieben. Nur in wenigen Partien des Gebirges sind die Gesteine der Dach-Serie allerdings tektonisch und erosiv bedingt auf schmale Streifen in Kammregionen und Talhängen beschränkt. Einlagerungen metamorpher Vulkanite sind nicht bekannt. Es gibt aber mehrere kleine Granitdurchbrüche und zahllose Eruptivgesteinsgänge. Die bedeutendsten solcher Granitausbisse im Akdağ finden sich östlich von Akçakışla, südlich von Aşağı Çulhalı und besonders im Çiçeklidağ, wo er sich mit maximal 4 km Breite 9 km von Ortaköy im Osten westwärts bis gegen Karapiri hinzieht. Im Umfeld dieser Granitmassive wird auch die Dach-Serie von Scharen heller granitischer Ganggesteine durchsetzt.[7]

Granite und Gabbro treten somit domartig unter den metamorphen Gesteinsserien auf. Als höchste Erhebungen werden angegeben:
- Karababa Dağı (Akdağmadeni/Yozgat) (2327 m)[8];
- Hamzasultan Tepesi (Çayıralan/Yozgat) (2281 m)[8];
- Akdağ (Çayıralan/Yozgat) (2272 m)[9];
- Büyük Nalbantlar Dağı (Akdağmadeni/Yozgat) (2137 m)[9].

## Klimatische Aspekte und Vegetation
Die abgeschirmte klimatische Lage der Bozok Yaylası durch die allmählich zusammenrückenden Gebirgsketten von Taurus im Süden und Osten sowie Pontischem Gebirge im Norden hat beträchtlichen Einfluss auf Situation des Akdağ-Gebirges: Diese Abschirmung bewirkt eine trockenere, kontinentalere Klima-Modifikation der Gesamtregion, wobei die atmosphärische Trockenheit noch durch eine edaphisch bedingte aride Komponente von Gipsschichten der umgebenden Plateaus verstärkt wird. Während die tieferen Lagen homogenen Steppencharakter aufweisen, vermischt sich dieser in den Bergmassiven mit „feuchteren“ Trockenwäldern.
Somit ist der Akdağ die Heimat eines großflächigen Waldgebietes in Form einer „ökologischen Insel“ in den Steppengebieten der östlichen Bozok Yaylası, in dem die Waldkiefer (Pinus sylvestris) dominant mitten im Ökosystem eines Steppengebiets in Erscheinung tritt – zumeist als gesunde und reine Populationen. Abgesehen davon findet man sie insbesondere gemischt mit Juniperus excelsa (Griechischer Wacholder) in Richtung der oberen Waldgrenze, wo sie oberhalb 1.800 m vollständig durch Juniperus excelsa ersetzt wird. Auf begrenzten Flächen zwischen 1.900 und 2.000 m gibt es auf den Südseiten kleine Bestände von Juniperus communis subsp. alpina (Alpenwacholder). Dort kann auch neben Juniperus excelsa in signifikanten Mengen Juniperus oxycedrus subsp. oxycedrus (Stechwacholder) auftreten. Quercus pubescens (Flaumeiche), Sorbus umbellata (Griechische Mehlbeere) und Bäume wie Cretica (Eberesche), Sorbus torminalis (Elsbeere) und Populus tremula (Zitterpappel) findet man sowohl in den Waldungen als auch auf Lichtungen. Vor allem letztere können reine Gemeinschaften bilden.
Als häufigen Unterwuchs findet man Pflanzen, wie Hainkerbel (Anthriscus nemorosa), Scharfkraut (Asperugo procumbens), Tragant (Astragalus spruneri), Acker-Glockenblume (Campanula rapunculoides), Unterbrochenährige Segge (Carex divulsa subsp. divulsa), Römische Fingerwurz (Dactylorhiza romana), Rotbraunen Fingerhut (Digitalis ferruginea subsp. schischikinii), Kaukasus-Gemswurz (Doronicum orientale), Wald-Weidenröschen (Epilobium angustifolium), Breitblättrige Platterbse (Lathyrus aureus), Försters Hainsimse (Luzula forsteri), Fichtenspargel (Monotropa hypopitys), Trugdoldiges Habichtskraut (Pilosella cymosa), Hain-Rispengras (Poa nemoralis), Dichtes Leimkraut (Silene compacta), Abendduft-Leimkraut (Silene italica), Grierson (Tanacetum poteriifolium), Wiesenklee (Trifolium pratense) und Schlaffes Turmkraut (Turritis laxa).
Steppen-Vegetation tritt an allen waldfreien Stellen oder an Steilhängen auf: Eine der dominanten Arten ist die Berglinse (Astragalus angustifolius subsp). Und man findet fast überall die Blaue Lupine (Angustifolius), Bocksdorn (Astragalus brachypterus), Schneedorn (Acantholimon acerosum / Igelposter) und Verschiedenblättrigen Schwingel (Festuca heterophylla). Diese Pflanzen sind besonders in dichten Populationen zu finden, weil sie nicht dem Weidedruck ausgesetzt sind. Auch Esparsetten (Onobrychis cornuta) sind reichlich vorhanden, vor allem an den östlichen Hängen zwischen 1.900 und 2.000 m. Als Sekundärvegetation findet man an vielen Stellen den Ölbaumähnlichen Seidelbast (Daphne oleioide).
Wo das Gelände flachgründig und weniger geneigt ist, tritt die Ackerwinde (Convolvulus assyricus) ziemlich häufig auf. Auch verholzte Pflanzen finden sich in den versteppten Gebieten. Dazu zählen die Ölweidenblättrige Birne (Pyrus eleagnifolia subsp. eleagnifolia), die Hundsrose (Rosa canina) sowie die Schwefelrose (Rosa hemisphaerica), Felsenmispeln (Cotoneaster nummularia), Griechischer Weißdorn (Crataegus tanacetifolia) und der Ebenholzstrauch (Ebenus laguroides. Laguroides). Als krautartige Pflanzen stößt man auf das Sibirische Steinkraut (Alyssum sibiricum), den Schwarzen Salbei (Salvia cryptantha), die Kugelblume Globularia orientalis, auf Brandkraut (Phlomis linearis), die Gefaltete Strohblume (Helichrysum plicatum subsp. plicatum), Trespen (Bromus tomentellus), Haargerste (Elymus lazicus subsp. divaricatus), Marienkraut (Teucrium polyum) und Esparsetten (Onobrychis armena).